# Синдром саванта
Синдро́м сава́нта, саванти́зм — редкое состояние, при котором люди с интеллектуальными или когнитивными нарушениями демонстрируют выдающиеся способности или таланты в определённых узких областях. Эти таланты могут проявляться в различных сферах, включая математику, музыку, искусство, память и другие. Хотя синдром саванта часто ассоциируется с расстройствами аутистического спектра (РАС), он также может встречаться у нейротипичных людей с нормальным или высоким уровнем интеллекта.

## Определение
Термин «савант» происходит от фр. savant [savɑ̃] — «учёный». Ранее использовался термин «идиот-савант», введённый Джоном Лэнгдоном Дауном в 1887 году для описания людей с тяжёлой интеллектуальной недостаточностью, которые демонстрировали парадоксально высокие способности в определённой области. Из-за негативных коннотаций и неточности этот термин был заменён на «синдром саванта».
Синдром саванта характеризуется наличием у человека исключительных навыков в конкретной области, которые контрастируют с его общими интеллектуальными или когнитивными ограничениями. Эти способности могут значительно превышать не только его собственный общий уровень функционирования, но и уровень среднего человека.
Хотя некоторые симптомы синдрома саванта включены в DSM-5, он не классифицируется как отдельный диагноз.

## Эпидемиология
Точные данные о распространённости синдрома саванта отсутствуют из-за недостатка систематических исследований. По разным оценкам около 10 % людей с аутизмом имеют какие-либо савантные способности. Исследования показывают, что савантные навыки гораздо чаще встречаются у мужчин, чем у женщин. Хотя савантизм и более распространён среди людей с аутизмом, только у 50 % всех савантов диагностируют аутизм. Остальные 50 % имеют другие нарушения развития или заболевания центральной нервной системы, включая синдром Прадера — Вилли или синдром Смит — Магенис.

## Документированные случаи
Первый задокументированный случай синдрома саванта появился в середине XVIII века. Им был фермер Джедедайя Бакстон (1707—1772), который, не умея читать и писать, обладал феноменальными способностями к умственному счёту и запоминанию. Его математические таланты были описаны в «Gentleman’s Magazine» в 1751 году, где отмечалось, что он мог в уме умножать и делить большие числа быстрее, чем профессиональные арифметики того времени.
В XVIII и XIX веках появилось несколько подобных описаний. Швейцарский художник Готтфрид Минд (1768—1814), известный как «Рафаэль кошек», прославился своими реалистичными изображениями кошек, которые он создавал по памяти, несмотря на интеллектуальные ограничения.
В 1887 году британский врач Джон Лэнгдон Даун представил серию случаев «идиот-савантов» в своей лекции для Медицинского общества Лондона. Он описал людей с удивительными навыками на фоне значительных интеллектуальных нарушений, что заложило основу для дальнейшего изучения этого феномена. Даун обратил внимание на то, что некоторые из его пациентов обладали исключительными способностями в музыке, искусстве и механике.
В XIX веке стал известным пианист Томас Уиггинс (Слепой Том, 1849—1908), родившийся в рабстве, начал играть на пианино в возрасте 5 лет. Несмотря на слепоту и аутизм, он обладал исключительными музыкальными способностями, что привлекло внимание публики и исследователей. Его талант позволил ему выступать перед широкой аудиторией, включая выступление в Белом доме.

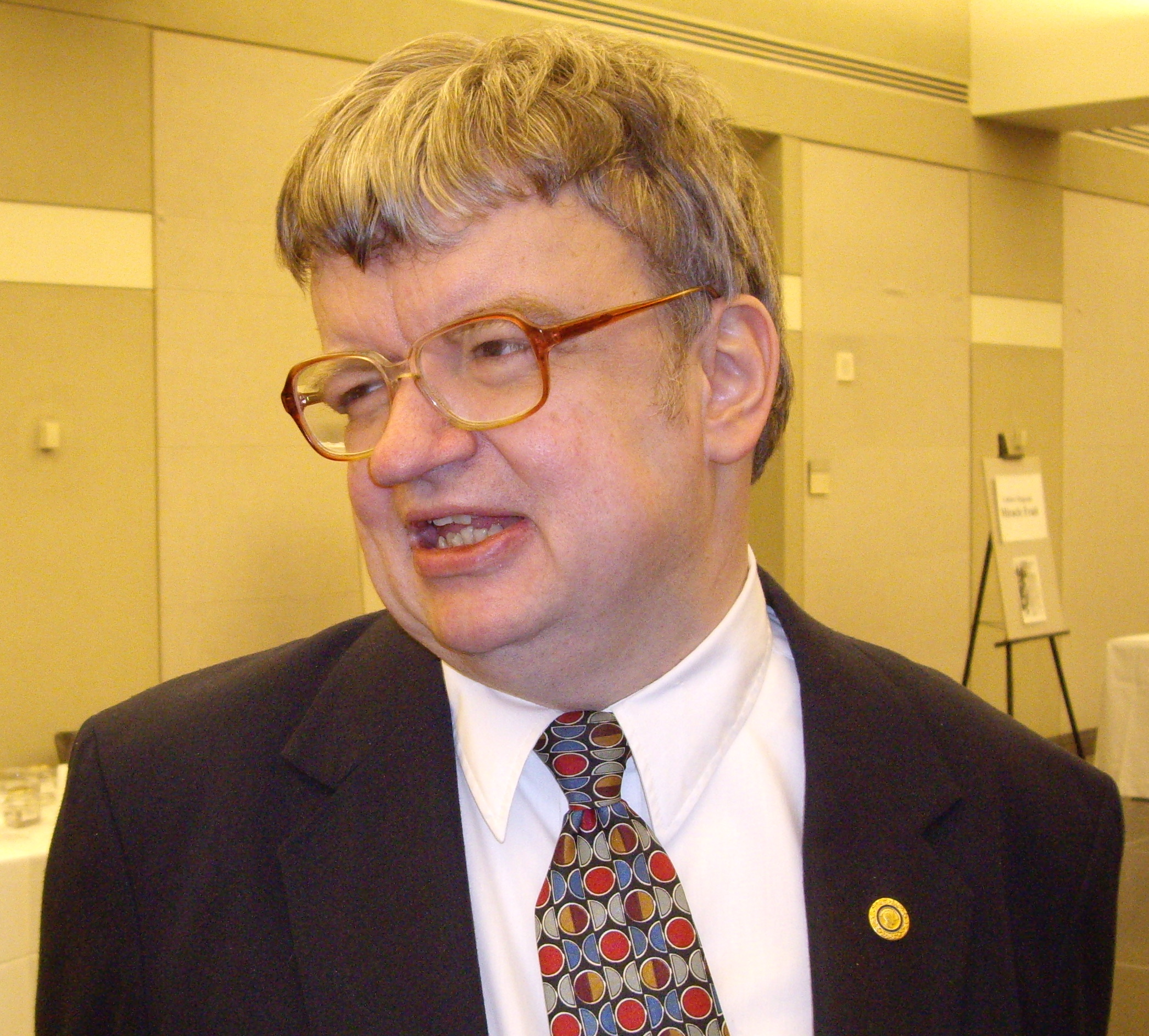
Ким Пик, фото 16 января 2007 года.

В XX и XXI веках интерес к феномену рос, и Ким Пик (1951—2009), человек с феноменальной памятью, стал прототипом героя фильма «Человек дождя». Он запомнил более 7600 книг и обладал глубокими знаниями в различных областях, несмотря на отсутствие мозолистого тела в мозге и интеллектуальные нарушения. Его способности включали мгновенное чтение двух страниц одновременно — одну левым глазом, другую правым. Другой савант Дэниел Таммет — писатель и полиглот с аутизмом, известен своими феноменальными способностями к запоминанию чисел и изучению языков. Он может воспроизводить число Пи до 22 514 знаков после запятой и изучил исландский язык за неделю.
Современные примеры савантов включают британского художника Стивена Уилтшира, который, имея аутизм, известен своими детальными рисунками городских пейзажей, выполненными по памяти после краткого обзора. После короткого полёта на вертолёте над городом он способен точно воспроизвести панораму с мельчайшими деталями. Другой пример — Дерек Паравичини, слепой пианист с аутизмом, обладающий абсолютным слухом и способностью воспроизводить сложные музыкальные произведения после однократного прослушивания. Несмотря на серьёзные когнитивные нарушения, его музыкальный талант признан во всём мире.

### Приобретённый синдром саванта
Хотя многие сообщения о синдроме саванта описывают случаи, когда у человека с рождения были заметные навыки или таланты развились в раннем возрасте, есть несколько случаев «приобретённого» синдрома саванта. При приобретённом синдроме саванта значительные таланты появляются после травматического повреждения мозга.

## Причины возникновения способностей

### Когнитивные
Синдром саванта часто наблюдается у людей с расстройством аутистического спектра, что привело исследователей к рассмотрению когнитивных теорий аутизма в качестве основы для объяснения савантных способностей. Ута Фрит в своей работе предложила концепцию cлабой центральной когерентности. Согласно этой теории, люди с аутизмом имеют склонность фокусироваться на деталях, а не на общей картине. Фокус на деталях позволяет савантам замечать и запоминать информацию, которая может ускользнуть от внимания нейротипичных людей.
Лоран Моттрон предложил теорию усиленного перцептивного функционирования, которая расширяет идеи о слабой центральной когерентности. Согласно этой концепции, у людей с аутизмом наблюдается усиленная перцепция во всех сенсорных модальностях. Это усиленное восприятие может приводить к тому, что люди с аутизмом и синдромом саванта обладают исключительными навыками в областях, требующих высокой перцептивной точности.
Саймон Барон-Коэн ввёл понятие гиперсистематизации для объяснения когнитивных особенностей людей с аутизмом. Он предположил, что у людей с аутизмом мозг настроен на поиск закономерностей, что позволяет им становиться экспертами в узких областях, где такие закономерности ярко выражены.

### Нейробиологические
Исследования с помощью МРТ, ПЭТ и диффузионной МРТ указывают на то, что определённые области мозга у савантов демонстрируют избыточный рост или повышенную активность. В одном случае 63-летнего музыкального и художественного саванта с диагнозом расстройства аутистического спектра были обнаружены значительные асимметрии в миндалевидном теле: правая сторона была на 24 % больше левой. Также наблюдалась асимметрия в хвостатом ядре и скорлупе. У пациента была обнаружена повышенная плотность белого вещества в большинстве нейронных структур, особенно в гиппокампе.
Савант Ким Пик имел агенезию мозолистого тела — отсутствие связи между левым и правым полушариями мозга. У него также отсутствовали передняя и задняя комиссуры. Кроме того, наблюдались искажения в морфологии мозжечка и левого полушария.
Эти данные согласуются с гипотезой о том, что синдром саванта может возникать из-за усиленного развития определённых структур и связей между ними за счёт других областей мозга. Такая перестройка может приводить к усилению локальной нейронной связи, что способствует развитию исключительных способностей в определённых сферах.

### Генетические
Исследования показывают, что генетическая предрасположенность играет значительную роль в развитии синдрома саванта. Близнецовые и семейные исследования указывают на высокую наследуемость специфических навыков, таких как абсолютный слух, часто встречающийся у музыкальных савантов. Некоторые генетические синдромы, включая синдромы Прадера — Вилли и Вильямса, ассоциируются с повышенной частотой савантных способностей, что подчёркивает роль специфических генетических аномалий.
Одно из значимых исследований генетических факторов синдрома саванта сосредоточено на регионе 15-й хромосомы. В исследовании 2003 года было обнаружено, что регион 15q11-q13 в 15-й хромосоме может быть связан с развитием савантных навыков у людей с аутизмом. Ранее было установлено, что дупликации в этом регионе могут приводить к фенотипу аутизма, тогда как делеции в отцовской или материнской хромосоме приводят к развитию синдромов Прадера — Вилли и Ангельмана соответственно.